# Ралф Шумахер
Ралф Шумахер (Хирт, 30. јун 1975) је немачки аутомобилист и бивши возач Формуле 1. Млађи је брат бившег седмоструког светског првака у Формули 1 Михаела Шумахера.

## Младост
Ралф је почео са тркама већ са 3 године возећи картинг трке против шест година старијег брата Михаела на приватној стази коју је водио њихов отац Ролф Шумахер у њиховом родном Керпену. Учећи те своје прве картинг кораке кроз године када је већ Михаел био у јачим формулама, Ралф је с обзиром на велику разлику у годинама у односу на брата, врло рано савладао сву технику вожње и увек је у великом брату видео свог јединог правог истинског идола. Прву службену картинг трку одвезао је када је имао 7 година, а 1991. године осваја НРВ карт пехар и Златни карт куп и постаје немачки јуниорски првак у картингу.
У јулу 1992. године Ралф је одвезао прву службену трку БМВ АДАК Формула Јуниор на стази Норисринг у Нирнбергу, а годину касније (1993) осваја друго место. Године 1994. вози у немачкој Формули 3 и осваја 3. место, а 1995. сезону завршава као други у укупном поретку, а посебно се истиче победа на престижној уличној утрци у Макау.
Године 1996. осваја титулу у јапанској Формули Нипон са две победе, а такође паралелно је исте године возио јапанско ГТ првенство које је завршио као други. Такође, те године вози први пут и болид Формуле 1 (Макларен) и постаје бити њихов тест-возач.

## Каријера у Формули 1

### Џордан
Ралф је у Формули 1 дебитовао 9. марта 1997. године на ВН Аустралије у Мелбурну возећи за екипу Џордан-Пежо. Своје прве бодове (4 бода) и подијум остварује већ у свом трећем наступу на ВН Аргентине 13. априла 1997. Биљежи сјајне борбе на стази са супарницима, али и неколико судара у које је био укључен. Један од њих је имао са тимским колегом Физикелом на ВН Аргентине због којег су између њих произашле трзавице и некомуникативност. Други судар, такође са Физикелом, и то пред домаћом публиком на немачкој стази у Нирбургрингу, имао је негативне последице и за Ралфовог брата Михаела.
Забележио је сјајне вожње на кишном Монте Карлу као дебитант, али на крају ипак бива жртва ограде која тај дан није никог штедјела. Када га је болид служио Ралф је вадио максимум из њега, али то је нажалост био јако редак случај. Крајем сезоне губи на форми и Физикела га прелази у освојеним бодовима. Осваја укупно 13 бодова и то је било довољно за тек 11. место у генералном пласману.
Године 1998. тим Џордан прелази на моторе Муген-Хонде, а у тим долази бивши светски првак Дејмон Хил. Најбољи резултат постижу обојица остваривши двоструку побједу на ВН Белгије на контроверзној кишној трци. Сезона је била релативно слаба и први бод осваја тек на деветој трци сезоне на ВН Велике Британије. У викенду када се возила ВН Италије Ралф објављује да ће 1999. возити за Вилијамс и да очекује боље дане и боље резутате у својој каријери након две године учења у Џордану. Сезону је завршио са укупно 14 бодова што је било довољно за тек 10. место.

### Вилијамс
Своју дебитантску трку за Вилијамс на ВН Аустралије 1999. године Ралф је завршио сјајно попевши се на подијум. Како је коначно возио за јак тим, Ралф се могао супротставити и најјачима на стази. Био је први возач који је могао уграбити победу ако би водећа четворка возача имала лош дан. То се скоро догодило на ВН Европе на његовом домаћем Нирбургрингу, али нажалост и Ралф је имао лош дан те га је пукнута гума коштала победе.
Остварио је укупно три подијума и свих својих освојених 35 бодова били су и Вилијамсови, јер је Ралф једни освојио бодове за свој тим те сезоне. Сезону завршава на 6. месту одмах иза брата Михаела који је био одсутан из трка један део сезоне због несреће на ВН Велике Британије на Силверстону када је поломио десну ногу.
Сезона 2000. почела је доста добро већ са освојеним трећим местом у Мелбурну, првој станици те сезоне, али наставила се поприлично фрустрирајуће. Превише механичких проблема у повратничкој сезони за БМВ учинили су сезону за Вилијамс ништа друго него само обичну на којој се почетничке грешке морају свладати. Ралф је сезону завршио на 5. месту са 24 бода.
Дана 15. априла 2001. године на ВН Сан Марина Ралф коначно долази до своје прве победе.
Да то није било случајно, Ралф потврђује на ВН Канаде, када побјеђује у директном двобоју против старијег брата.
Такође, те сезоне победио је и пред домаћом публиком на ВН Немачке. Дана 1. јула 2001. (дан након свог 26. рођендана).
На квалификацијама за ВН Француске остварује своју прву пол позицију. Декласирао је дебитанта у Ф1 и новог тимског колегу придошлицу из америчке КАРТ серије Монтоју. Сезону завршава на 4. месту са 49 бодова.
Године 2002. поново побеђује на већ другој трци сезоне на ВН Малезије што на крају бива једина победа Вилијамса те сезоне. Та сезона је обележена невероватном доминацијом старијег брата Михаела Шумахера и Ферарија, а ушла је у историју као последња сезона са старим системом бодовања (10,6,4,3,2,1).
Године 2003. Ралф је у својим рукама имао најјачи болид у својој каријери с којим је био у стању да се бори чак и за наслов првака. Болид Вилијамс-БМВ-а те сезоне у појединим тркама је био најјачи болид и Ралф је средином сезоне забележио две побједе заредом : ВН Европе и ВН Француске.
Како се приближавао крај сезоне и завршна борба Ралф је био у позицији да се бори за наслов првака, али несрећа на тестирањима у Монци уочи ВН Италије удаљила га је од трка тог викенда и за Ралфа је сезона практично била изгубљена.
Упркос несрећи, Ралф је физички био спреман за трку, није имао никакве тешке озледе, али тешка главобоља тог викенда за време одржавања трке у Монци је била превише изражена да би Ралф био 100% спреман. Сезону завршава као 5. са 58 бодова.
Сезона 2004. је сезона коју би Ралф најрадије заборавио. Његов Вилијамс са чудним предњим делом болида названим Чудновати кљунаш те сезоне није био ни сенка моделу од претходне године. Несрећа на ВН САД-а је умало окончала његову каријеру.
Ударио је у заштитни зид при максималној могућој брзини на овалу Индијанаполиса. Ударац је био последица пуцања задње леве гуме приликом које се пар пута окренуо, те је ротирајући ударио у зид задњим делом болида. Силина ударца била је толико јака да је Ралф напукнуо један пршљен. Тежак удес удаљио га је на три месеца од трка. Враћа се на ВН Кине и то са врло јаком формом. Судар са неопрезним Култардом га кошта одустајања са 4. позиције, а на ВН Јапана долази до другог места одмах иза брата Михаела.
На последњој трци сезоне, на кишној ВН Бразила са лошом стартом позицијом долази до сјајног 5. мјеста. Била је то последња трка коју је возио за Вилијамс. Те је сезоне Ралф завршио на 9. месту са 24 бода. Током сезоне знало се већ да су Ралфу у Вилијамсу дани одбројани и да 2005. године више неће возити за њих. Ралф окреће нову страницу у животу и потписује за Тојоту.

### Тојота
Године 2005. прелази у Тојоту. У првих 12 трка је био декласиран од Јарна Трулија. Са врло спорим прилагођавањем на Тојотин болид, осваја два трећа места крајем сезоне на ВН Мађарске и ВН Кине, а на ВН Белгије је био близу победе. Мизерна грешка екипе са одлуком око прераног изласка са гумама за суво на мокру стазу, Ралфа бацају на 7. место остварено на тој трци.
На посљедње три трке Тојота је ушла са новим моделом болида који је био прилагођен Ралфовом стилу вожње, што му је помогло да на крају буде бољи тимски возач и престигне Трулија за 2 бода. Тај нови модел болида донео му је и прво стартно место на ВН Јапана. Сезону је завршио на 6. месту са 45 бодова.
Године 2006. наставља с Тојотом, а сезона није била нити приближно иста као претходна. Постојали су многи проблеми око прилагођавања болида на нове Бриџстон гуме, а и нови В8 мотор Тојоте такође се није показао онаквим каквим су га неки окарактерисали. Мотор је био тотална супротност мотору из 2005. године који је био један од најпоузданијих те сезоне.
Многобројна одустајања због разних кварова су указивала да то није болид каквог Ралф треба и са којим би могао победити. Једини подијум на ВН Аустралије (треће место) био је највећи Ралфов резултат те сезоне. Сезону завршава на разочаравајућем 10. месту са само 20 бодова.
Године 2007. сезона била је још слабија од претходне, а све је било условљено новом спецификацијом Бриџстон гума за 2007. сезону које тим Тојоте није никако могао добро прилагодити шасији. Ралф је током сезоне такође поново имао потешкоће са прилагођавањем на болид и поновно су се понављале тешкоће као и 2005. године.
Ралф се читаву сезону, уместо против супарника на стази, борио са болидом и стварао се проблем за проблемом. Приче о продужењу уговора са Тојотом су се одлагале до даљег, те су почеле кружити гласине о Ралфовом сигурном преласку у други тим. Најспомињанији тим је био Торо Росо, но тим је у међувремену постао заузет. Најбоље резултате постиже на ВН Аустралије, ВН Канаде (8. место) и ВН Мађарске (6. место) из којих укупно осваја мизерних 5 бодова која су била довољна за тек 16. место у укупном поретку возача.

### Након Ф1
Сезону 2008. и 2009. Ралф Шумахер вози у оквиру ДТМ шампионата (Deutsche Tourenwagen Masters). Ралф је још раније у сезони обећао својим навијачима да ће се такмичити у Ф1 и догодине и да има неколико опција за сезону 2008. Дан након ВН Јапана и уочи задње две трке у сезони Ралф сам објављује вест о напуштању Тојотиног тима на крају сезоне и окретању ка новим изазовима.

## Приватно
У септембру 2001. године. Ралф се оженио са Каролином Бринкман, бившим фото-моделом, а у исто време родио им се и син Давид (23. септембра 2001). Данас живе у раскошној вили у Салцбургу, а власник је и једне куће у Опртљу у Истри.

## Победе на Великим наградама Ф1
Ралф је победио на 6 трка, а 27 пута је био на победничком постољу.
| #  | Сезона | Велика награда            | Стаза         | Тим          |
| -- | ------ | ------------------------- | ------------- | ------------ |
| 1. | 2001   | Велика награда Сан Марина | Имола         | Вилијамс-БМВ |
| 2. | 2001   | Велика награда Канаде     | Монтреал      | Вилијамс-БМВ |
| 3. | 2001   | Велика награда Немачке    | Хокенхајмринг | Вилијамс-БМВ |
| 4. | 2002   | Велика награда Малезије   | Сепанг        | Вилијамс-БМВ |
| 5. | 2003   | Велика награда Европе     | Нирбургринг   | Вилијамс-БМВ |
| 6. | 2003   | Велика награда Француске  | Мањи кур      | Вилијамс-БМВ |

## Преглед Ф1 каријере
| Година | Тим                | Трка | Пол позиција | Победа | Бодова | Позиција |
| ------ | ------------------ | ---- | ------------ | ------ | ------ | -------- |
| 1997.  | Џордан-Пежо        | 17   | 0            | 0      | 13     | 11.      |
| 1998.  | Џордан-Муген-Хонда | 16   | 0            | 0      | 14     | 10.      |
| 1999.  | Вилијамс-Супертек  | 16   | 0            | 0      | 35     | 6.       |
| 2000.  | Вилијамс-БМВ       | 17   | 0            | 0      | 24     | 5.       |
| 2001   | Вилијамс-БМВ       | 17   | 1            | 3      | 49     | 4.       |
| 2002   | Вилијамс-БМВ       | 17   | 0            | 1      | 42     | 4.       |
| 2003   | Вилијамс-БМВ       | 15   | 3            | 2      | 58     | 5.       |
| 2004   | Вилијамс-БМВ       | 12   | 1            | 0      | 24     | 9.       |
| 2005   | Тојота             | 18   | 1            | 0      | 45     | 6.       |
| 2006   | Тојота             | 18   | 0            | 0      | 20     | 10.      |
| 2007   | Тојота             | 17   | 0            | 0      | 5      | 16.      |